# Антипенко Ірина Вікторівна
Іри́на Ві́кторівна Анти́пенко (нар. 9 травня 1961, Бахмут) — депутат Верховної Ради України 5 скликання, член Комітету з питань культури і духовності (з липня 2006 року), член фракції Партії регіонів (від травня 2006 року). Склала повноваження 23 листопада 2007 року.

## Біографія
Народилася 9 травня 1961 року в місті Бахмут Донецької області).
У 1979-1983 роках — кореспондент редакції газети «Вперед» (м. Артемівськ).
У 1985–1988 роках — кореспондент, редактор радіостанції «Волга», редакція газети «Советская Армия» групи радянських військ в Німеччині.
У 1988–1990 роках — заступник, потім редактор обласної молодіжної газети «Ленінське плем'я» (м. Миколаїв).
У 1990–1996 роках — завідувачка відділу економіки, згодом заступник редактора газети Миколаївської обласної ради «Радянське Прибужжя».
У 1996–1998 роках — керівник прес-центру Миколаївського глиноземного заводу.
У 1998–2006 роках — помічник-консультант народного депутата України.
Народний депутат України 5-го скликання з 25 травня 2006 від Партії регіонів, № 126 в списку. На час виборів: помічник-консультант народного депутата України, безпартійна.
З червня 2004 — голова Всеукраїнської громадської організації «Ліга оцінювачів земель», член Наглядової Ради з питань експертної грошової оцінки земельних ділянок, член Екзаменаційної комісії Держкомзему. Академік Міжнародної Академії Менеджменту.

## Освіта
- Московський державний університет (1979 — 1985), «журналістика»;
- Одеська національна юридична академія, юрист;
- Миколаївський морський технічний університет, економіст.

## Нагороди
- Орден Святої Варвари Великомучениці.

## Родина
Чоловік — Антипенко Олег Петрович — директор міжнародної компанії «Імідж»; дочка Діана — студентка Інституту міжнародних відносин Київського національного університету ім. Т. Г. Шевченка.